# Копачинцы
Копачинцы (укр. Копачинці) — село в Чернелицкой поселковой общине Коломыйского района Ивано-Франковской области Украины.
Население по данным 2021 года составляло 1105 человек. Занимает площадь 12,842 км². Почтовый индекс — 78111. Телефонный код — 3430.